# José Luis Barragán Loya
Josè Luis Barragàn Loya (n. Valle de San Quintìn, México) es un ambientalista y estudiante de agroecología en el Departamento de Agroecología de la Universidad Autónoma Agraria Antonio Narro (Unidad Laguna). Actualmente se desempeña como colaborador y divulgador científico en soloesciencia. Es conocido por escribir sobre diversas ciencias orientadas al medio ambiente y sobre seguridad y soberanía alimentaria.